# Cinema europeu

Logo de la European Film Academy

Els europeus van ser els pioners de la indústria de la fotografia del moviment, amb diversos enginyers innovadors i artistes que van impactar significativament, especialment a finals del segle xix. Louis Le Prince es va fer famós per la seva famosa Roundhay Garden Scene l'any 1888, la primera pel·lícula enregistrada en cel·luloide.
Els germans Skladanowsky de Berlín van utilitzar el seu "Bioscop" per sorprendre el públic del teatre Wintergarten amb el primer espectacle cinematogràfic de l'1 al 31 de novembre de 1895. Els germans Lumière van establir el cinematògraf; que va iniciar l'era del cinema mut, un període en què el cinema europeu va tenir un gran èxit comercial. Va romandre així fins a l'hostil Segona Guerra Mundial. Aquests descobriments notables proporcionen una visió del poder del cinema europeu primerenc i de la seva influència en el cinema actual.
Entre els primers moviments cinematogràfics europeus notables s'inclouen l'expressionisme alemany (1920), cinema soviètic (1920), el cinema impressionista francès (1920) i el neorealisme italià (1940); va un període que ara es considera retrospectivament com "L'altre Hollywood". La guerra va desencadenar el naixement de l'art i, en aquest cas, el naixement del cinema.
L'expressionisme alemany evocava les emocions de la gent a través de visions i escenaris estranys i de malson, molt estilitzats i extremadament visibles a la vista. El cinema soviètic també compartia factors amb l'expressionisme i els seus membres van crear famoses teories del muntatge cinematogràfic com l'efecte Kino-eye, l'efecte Kuleixov i el muntatge d'atraccions.
El cinema impressionista francès va elaborar l'essència de la cinematografia, ja que França va ser un país pioner del cinema que va mostrar el seu naixement amb el mitjà inventat pels germans Lumière. El neorealisme italià va plasmar la realitat viva a través d'un punt de vista humà, creant pel·lícules de baix pressupost directament als carrers d'Itàlia. Tots els moviments cinematogràfics van estar fortament influenciats per la guerra, però això va servir de catalitzador per impulsar la indústria del cinema al màxim potencial a Europa.
Els moviments notables per tot cinema europeu primerenc van presentar convencions estilístiques, directors prominents i pel·lícules històriques que han influït el cinema modern d'avui en dia.

## Història

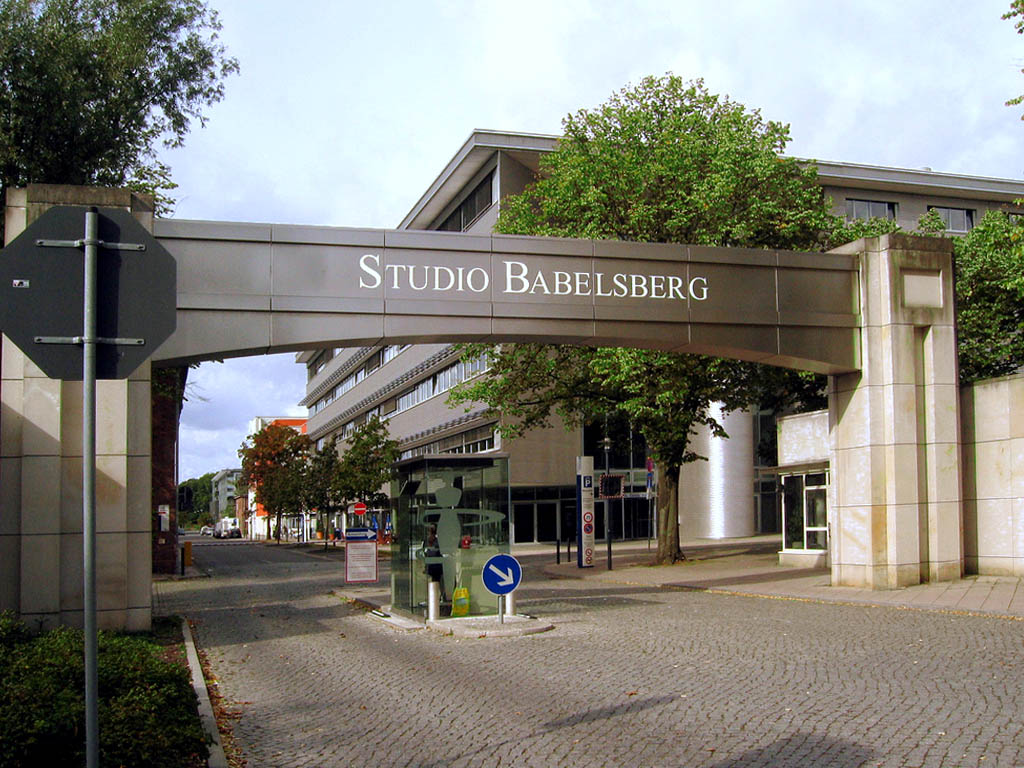
El Babelsberg Studio, prop de Berlín, va ser el primer estudi cinematogràfic a gran escala del món (fundat el 1912) i que encara produeix pel·lícules internacionals cada any.

### Segle XX
Segons un estudi, "A la dècada del 1900, la indústria cinematogràfica europea estava en bona forma. Les empreses cinematogràfiques europees van ser pioneres tant en innovacions tecnològiques com pel que fa a la projecció, els processos de color i les pel·lícules sonores. També en innovacions de contingut, com ara el periodisme setmanal, els dibuixos animats, les sèriess i els llargmetratges. Tenien una gran part del mercat nord-americà, que de vegades arribava al 60%.
Les companyies cinematogràfiques franceses van establir ràpidament filials de producció i distribució estrangeres als països europeus i als Estats Units, i van dominar la distribució internacional de cinema a mitjans de la dècada de 1910. A principis dels anys vint, tot això va canviar. La indústria cinematogràfica europea només suposava una quota marginal del mercat nord-americà i una petita part dels seus mercats locals. La majoria de les grans empreses europees van vendre les seves filials estrangeres i van sortir de la producció de pel·lícules domèstiques, mentre que els emergents estudis de Hollywood van construir les seves xarxes de distribució estrangeres."
L'Acadèmia de Cinema Europeu es va fundar el 1988 per celebrar el cinema europeu a través dels premis del Cinema Europeu cada any.

### Europa Cinemas
Fundada el 1992 amb el finançament del programa MEDIA Europa Creativa i del CNC, França, Europa Cinemas és la primera xarxa de cinemes centrada en pel·lícules europees. El seu objectiu és proporcionar suport financer i operatiu als cinemes que es comprometin a projectar un nombre important de pel·lícules europees no nacionals, a oferir esdeveniments i iniciatives i activitats promocionals dirigides al públic jove. Amb el suport d' Eurimages i del Ministeri d'Afers Exteriors francès, la influència d'Europa Cinemas s'ha estés als països de l'Europa de l'Est, als Balcans, a l'Europa de l'Est, a Rússia i a Turquia.
A September 2020, Europa Cinemas disposa de 3,131 pantalles a través de 1,216 cinemas, localitzades a 738 ciutats i 43 països.

### Segle XXI
El 2 de febrer de 2000, Philippe Binant va realitzar la primera projecció de cinema digital a Europa, amb la tecnologia DLP CINEMA desenvolupada per Texas Instruments, a París.
A l'actualitat, les produccions nord-americanes dominen el mercat europeu. De mitjana, les pel·lícules europees només es distribueixen a dos o tres països; Produccions nord-americanes al voltant de deu. Les deu pel·lícules més vistes d'Europa entre el 1996 i el 2016 van ser produccions o coproduccions nord-americanes. Sense tenir en compte les produccions nord-americanes, la pel·lícula més vista d'aquest període va ser The Intouchables, una producció francesa, com la majoria de les altres pel·lícules del top deu. El 2016–2017, l'única pel·lícula (parcialment) europea entre les deu primeres pel·lícules més vistes a Europa va ser Dunkerque. Excloent-la (que era una coproducció dels Països Baixos, el Regne Unit, França i els Estats Units), la pel·lícula europea amb millors resultats va ser Paddington 2, que va vendre 9,1 milions d'entrades.

## Expressionisme alemany
L'expressionisme alemany aparèixer com a moviment artístic alemany a principis del segle xx. Aquest moviment se centrava en les idees i els sentiments interns dels artistes sobre la replicació dels fets. Alguns dels trets característics de l'expressionisme alemany eren colors vius i formes simplificades, pinzellades i marques gestuals. Les dues inspiracions diferents de l'estil cinematogràfic que provoca l'expressionisme alemany són les pel·lícules de terror i el cinema negre.

### Primera Guerra Mundial
La indústria cinematogràfica alemanya no estava preparada quan va començar la Primera Guerra Mundial. Els primers dies de l'esclat de la guerra, gairebé tothom en la indústria es trobava en una situació d' inseguretat. Les primeres victòries aconseguides a l'oest van canviar l'estat d'ànim dels alemanys i es van tornar més patriòtics.
Com a resultat d'això, els propietaris de les sales de cinema d'Alemanya van decidir eliminar totes les pel·lícules angleses i franceses del repertori de pel·lícules alemanyes. Al mateix temps, a causa de la separació de les fronteres durant de la guerra i el comerç internacional tancat, els alemanys no van poder connectar realment amb el cinema internacional durant gairebé una dècada. A finals de juliol de 1914, hi havia moltes pel·lícules al mercat alemany.
No obstant això, quan va començar la Primera Guerra Mundial, molts estats enemics van prohibir temporalment les pel·lícules i es van introduir decrets de censura. Tots aquests factors van causar col·lectivament una escassetat aguda de llargmetratges. A finals d'agost de 1914, els productors alemanys van començar a donar suport a programes bèl·lics de caràcter patriòtic.
Les pel·lícules van començar a contenir escenes que adaptaven idees relacionades amb la guerra, i les escenes es consideraven una veritable representació de la realitat històrica. Aquesta representació de la guerra abordava totes les necessitats dels criteris de comunicació clàssics, de manera que van gaudir d'un èxit econòmic. Els productors van començar a fer pel·lícules sobre molts altres temes a principis del 1915. Un tema comú de totes aquelles pel·lícules era el viatge del protagonista a través de la guerra que suposa una prova cap a la destinació final.

### Censura
Tot i que es va establir una forta normativa sobre els comunicats de premsa, no existien regles uniformes per a la censura cinematogràfica. Durant el transcurs de la Primera Guerra Mundial, les censures que es van promulgar també van prohibir pel·lícules que havien estat aprovades per a la producció, ja que es consideraven inadequades durant la guerra. La censura en aquella època era molt descentralitzada.
La primera companyia cinematogràfica d'Alemanya que es va permetre rodar oficialment escenes de la guerra va ser EIKO-film. El permís es va concedir el 2 de setembre de 1914. No obstant això, les primeres pel·lícules bèl·liques realitzades per EIKO-film van ser confiscades per la policia de Berlín el 12 de setembre de 1914. Aquesta confiscació també s'havia observat en algunes altres zones del país. Va ser a l'octubre de 1914 quan els cinemes van obtenir el seu primer informatiu de guerra. Però el compromís dels operadors teatrals al servei militar dels territoris ocupats va limitar la visualització de pel·lícules. L'efecte col·lectiu d'aquestes limitacions i la censura va provocar una disminució de la cinematografia de guerra.

### Després de la Primera Guerra Mundial
A diferència de les pel·lícules bèl·liques realitzades en les fases inicials de la guerra, el focus de directors i productors en les seqüeles de la guerra es va anar desplaçant cada vegada més cap als llargmetratges. Això va establir les bases d'una producció de pel·lícules més professional. Juntament amb això, després de la guerra es va començar a expressar una cultura cinematogràfica nacional. Amb l'augment de la demanda de pel·lícules alemanyes, van sorgir moltes noves empreses cinematogràfiques. Va ser un moment de contínua expansió de la indústria cinematogràfica de Berlín.
A partir de mitjans de 1915, els productors alemanys van començar a fer sèries de pel·lícules detectivesques però no van satisfer la demanda, tot i que també feien produccions en sèrie relacionades amb altres gèneres. A causa de les lleis de censura i les restriccions legals, les pel·lícules franceses i britàniques obtingudes abans de la Primera Guerra Mundial van continuar mostrant-se a la majoria de cinemes d'Alemanya el 1915 fins que se'ls va imposar la prohibició. Per tant, els operadors de cinemes van buscar pel·lícules realitzades per productors de països neutrals.
Hi va haver un únic cas de propaganda oficial durant la meitat inicial de la guerra segons el govern alemany. El significat i la importància de la guerra s'havia convertit en qüestionable l'any 1916 amb el començament d'una reavaluació de pel·lícules. Els directors i productors van començar a considerar dissenys adequats per al període després del final de la guerra.
A causa del creixent descontentament de les persones amb la situació militar i de l'escassetat d'aliments, els militars i l'estat van decidir establir la Universum-Film AG (Ufa) el 18 de desembre de 1917. Va ser una nova empresa de fabricació de pel·lícules orientada comercialment que es va trobar amb el propòsit de fer llargmetratges amb propaganda oculta. El propòsit d'aquests llargmetratges va ser estabilitzar la moral de la guerra i augmentar-la.
La Primera Guerra Mundial va tenir un paper important en el creixement i en els canvis tècnics de les lleis i el funcionament del cinema a Alemanya. Els productors alemanys van fer moltes contribucions artístiques i tècniques a la cinematografia.

### Directors destacats de l'Expressionisme alemany

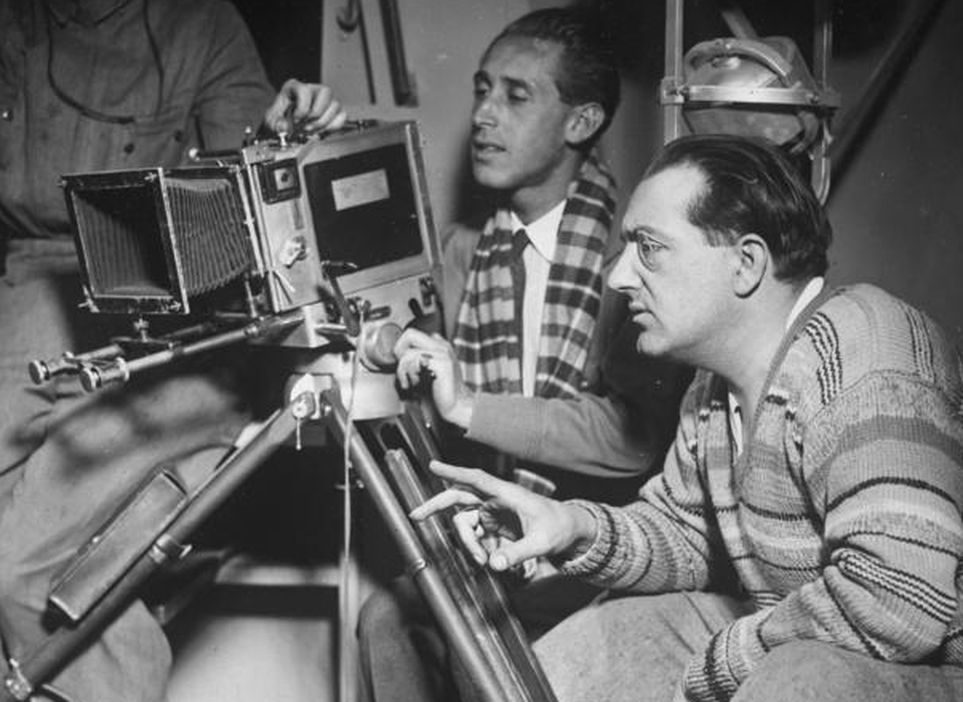
Fritz Lang

- Robert Wiene
- Fritz Lang
- F. W. Murnau
- Arthur Robison
- Paul Leni

### Pel·lícules famoses de l'Expressionisme alemany
- El Gabinet de Caligari (1920) dirigida per Robert Wienne
- Nosferatu (1922) dirigida per F. W. Murnau
- Dr. Mabuse, der Spieler (1922) dirigida per Fritz Lang
- Das Wachsfigurenkabinett (1924) dirigida per Paul Leni

## Cinema soviètic
El cinema de la Unió Soviètica comprèn pel·lícules creades per les repúbliques constituents de la Unió Soviètica. Produïdes predominantment en llengua russa, les pel·lícules reflecteixen elements pre-soviètics que inclouen la història, la llengua i la cultura de la Unió. És diferent del cinema rus, tot i que el govern central de Moscou regulava les pel·lícules.
Entre les seves pel·lícules republicanes, Geòrgia, Armènia, Ucraïna i Azerbaidjan van ser les més productives. A més, Moldàvia, Belarús i Lituània també van destacar però en menor mesura. La indústria del cinema es va nacionalitzar completament durant una gran part de la història del país. Es regia per les lleis i filosofies defensades pel monopoli del Partit Comunista Soviètic, que aportaven una perspectiva revolucionària del cinema en forma de "realisme social" que contrastava amb la visió que hi havia abans de la Unió Soviètica, o fins i tot després.
Els russos tenien un instint de creació cinematogràfica des del primer moment. La primera pel·lícula dramatitzada pels russos es va fer l'any 1908, cosa que dona a la cinematografia russa l'estatus d'una de les indústries més antigues del món. Hi havia més de 1.300 cinemes a Rússia fins a l'any 1913 i el país havia produït més de 100 pel·lícules que van tenir una profunda influència en la producció americana i europea.

### Censura
Les pel·lícules de la Unió Soviètica van començar a ser censurades sobretot des del novembre de 1917, quan es va crear el Comissariat d'Educació del Poble. Va passar gairebé un mes després de la creació de l'estat soviètic. Després que els bolxevics guanyessin força a la Unió Soviètica l'any 1917, tenien un dèficit important de legitimitat política. Els fonaments polítics eren incòmodes i el cinema tenia un paper important en la protecció de l'existència de l'URSS.
Les pel·lícules van tenir un paper central en aquella època, ja que van servir per convèncer les masses sobre la legitimitat del règim i la seva condició de portadors de fets històrics. Algunes de les pel·lícules més destacades de l'època inclouen "El gran ciutadà" i "Circ". Es va crear un comitè de cinema el març de 1919 amb l'objectiu de formar els tècnics i els actors de manera que s'iniciés un modest programa de producció de pel·lícules. El comitè estava encapçalat per D.I. Leshchenko, membre del partit bolxevic a llarg termini. A més de vetllar per garantir la correcció de gèneres i temes de les companyies cinematogràfiques, Leshchenko també va treballar per dissuadir la propagació de la propaganda cinematogràfica antisoviètica. Va ser particularment important a causa del comunisme bèl·lic en aquella època.
Els documentals i les característiques del cinema soviètic van prosperar al màxim en la dècada de 1920. Els cineastes es van dedicar amb entusiasme al desenvolupament del primer estat socialista del món. En lloc d'haver de crear diners per a la indústria cinematogràfica de Hollywood, els cineastes van veure això com una oportunitat per centrar-se en l'educació de la gent del nou país. El primer líder de l'URSS i fundador de la Revolució Bolxevic de 1917, Vladimir Ilitx Lenin, va visualitzar el cinema com l'art tecnològic més adequat per establir la base de la conversió de la humanitat mitjançant la tecnologia i indústria. El cinema va adoptar la posició de la forma més valuosa de producció artística i propagació de masses. La dècada és coneguda per l'experimentació amb diferents estils de producció de cinema.

### La dècada de 1920

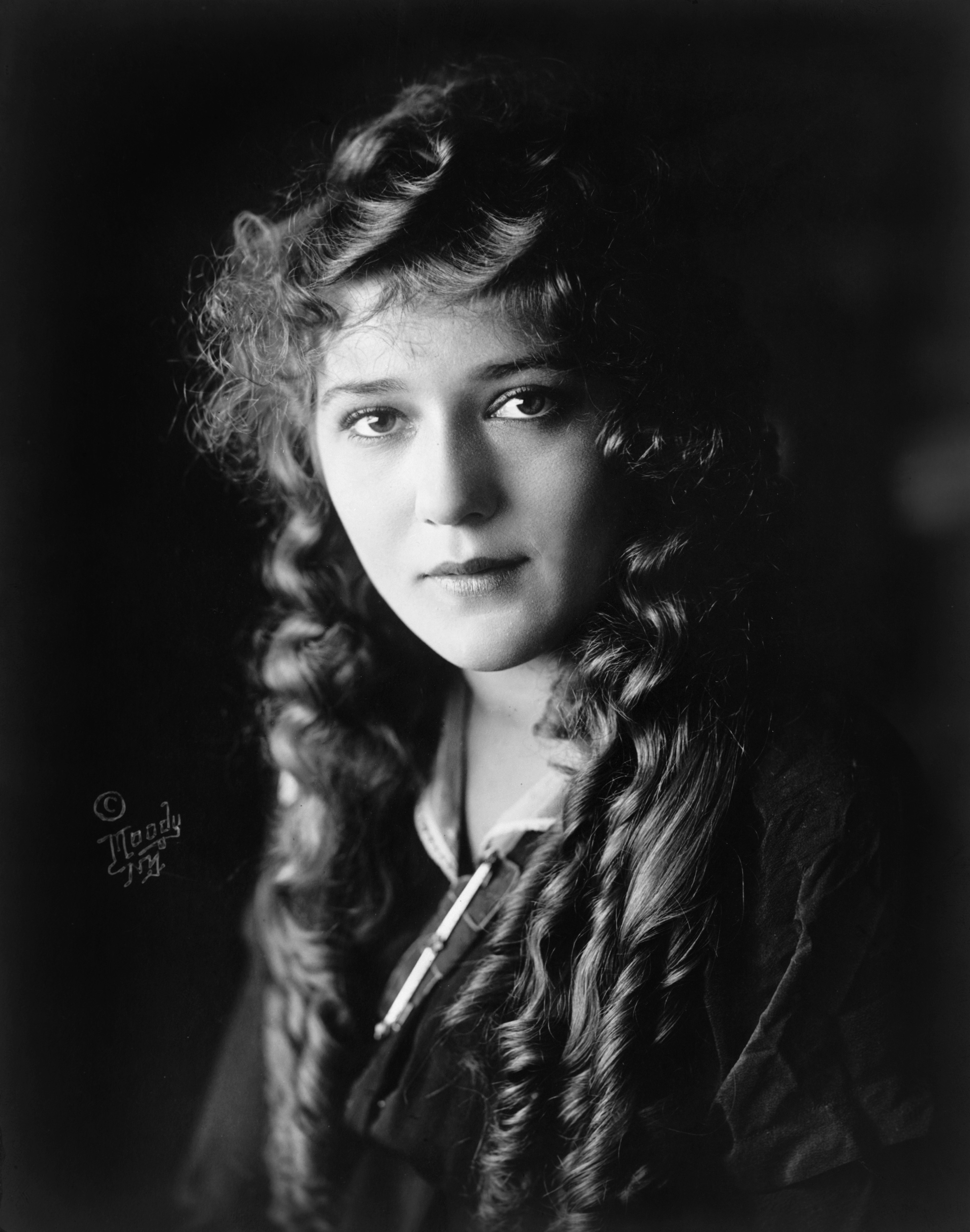
Mary Pickford

Durant la dècada de 1920, l'URSS va obtenir una nova política econòmica. Va ser una dècada quan algunes indústries tenien un control estatal relaxat que proporcionava a la gent una sensació de minicapitalisme dins de l'economia comunista. Va ser un moment de prosperitat per les sales de cinema privades, i va prosperar tota la indústria cinematogràfica soviètica. Les pel·lícules americanes van tenir una influència important sobre els russos, a diferència de les produccions soviètiques. Moltes estrelles de Hollywood com Mary Pickford i Douglas Fairbanks van ser idolatrades com a herois.
Els heroics Fairbanks es van convertir en un símbol sexual i el star system va guanyar popularitat amb Pickford. La reacció soviètica a la influència de Hollywood va ser una combinació de repulsió i admiració. A finals de 1924 es van establir Sovkino i ARK, dues organitzacions que van influir més en el cinema de la Unió Soviètica durant la dècada. Va ser un moment en què els ambiciosos i joves membres de la comunitat cinematogràfica tenien plans brillants per a la indústria del cinema. Els seus esforços es van dirigir a fer més eficaços i organitzats els processos de producció i distribució, i augmentar l'estatus dels treballadors de la indústria. En altres paraules, van intentar donar a conèixer el cinema.

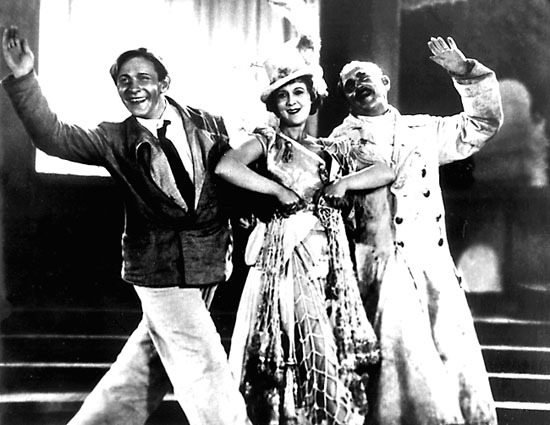
Jolly Fellows (1934) dirigida per Sergei Eisenstein

### Directors destacats del cinema soviètic
- Mikheil Chiaureli
- Grigori Aleksandrov
- Sergei Fedorovich Bondarchuk
- Alexander Dovzhenko
- Sergei Eisenstein
- Dziga Vertov

### Pel·lícules famoses del cinema soviètic
- El cuirassat Potemkin (1925) dirigida per Sergei Eisenstein
- Jolly Fellows (1934) dirigida per Grigori Aleksandrov
- Txelovek s kinoapparàtom (1929) dirigida per Dziga Vertov
- Terra (1930) dirigida per Alexander Dovzhenko

## Cinema francès

### L'ascens del moviment / Era del cinema

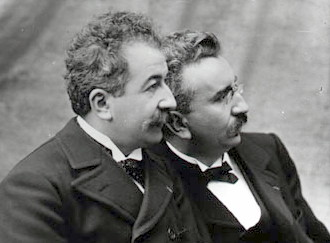
Germans Lumiére

Igual que les altres formes d'art, el cinema retrata l'autenticitat a què s'enfronten diverses persones. França es pot considerar un dels principals pioners de tota la indústria cinematogràfica mundial. La prova d'aquesta afirmació: que entre el 1895 i el 1905, França va inventar el concepte de cinema quan els germans Lumière van projectar per primera vegada el 28 de desembre de 1895, la pel·lícula L'arribada d'un tren a l'estació de La Ciotat, a París.
Durava només 50 segons, però va donar a llum el nou mitjà d'expressió de la indústria del cinema. Els Lumiére estan acreditats des del 1895 i van ser reconeguts com els descobridors de la càmera de moviment. No obstant això, malgrat que altres inventors els han precedit, sovint es creu que el seu assoliment es troba en la perspectiva d'aquesta era creativa.
L'invent dels Lumière tenia la mida d'una maleta, es podia moure u servia com a unitat de distribució de pel·lícules, càmera i projector tot en un. Altres pioners també van ser francesos, inclosos Niépce, Daguerre i Marey, durant la dècada de 1880, que van poder combinar ciència i art junts per llançar la indústria del cinema.
Els pioners de la pel·lícula francesa van ser influenciats pel seu patrimoni històric derivat de la necessitat d'expressar la narrativa d'una nació. El segle xix a França va ser un període de nacionalisme llançat per la Revolució Francesa (1789-1792). Marey (1830- 1904) va inventar la pistola fotogràfica (1882) que es va desenvolupar per funcionar i poder obtenir un paper fotogràfic de 150 imatges en moviment. Emile Reynaud va ser el pare fundador de l'animació.
El curtmetratge d'animació Pantomimes Lumineuses, exhibit durant el 1892 al museu Grévin es va desenvolupar com a resultat de la invenció del Praxinoscopi. Aquest invent reunia dibuixos a color i dibuixats a mà. Gaumont va constituir com el primer estudi de cinema francès abans de la Pathé, i va ser fundat per Léon Gaumont (1864-1946). El 1907, Gaumont era l'estudi de cinema més gran del món. També va impulsar el treball de la primera cineasta femenina, Alice Guy, que va crear la pel·lícula L'enfant de la barricade.

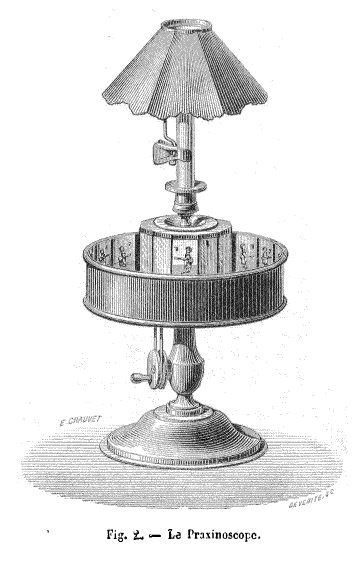
El Praxinoscopi inventat per Reynaud

El cinema francès abans i després de la Primera Guerra Mundial
El període previ a la Primera Guerra Mundial estava marcat per les influències del passat històric de França amb el cinema, no només galvanitzant un període d'avenços en ciència i enginyeria, sinó la necessitat que una pel·lícula es convertís en una plataforma per explorar la narrativa de la seva cultura i, en fer-ho, va crear un plataforma narcisista. Abans de la Primera Guerra Mundial, el cinema francès i italià dominava el cinema europeu. Zecca, la directora general de Pathé Frères, va perfeccionar la versió còmica de la pel·lícula de persecució inspirada en Keystone Kops. A més a més, Max Linder va crear un personatge còmic que va influir profundament en l'obra de Charlie Chaplin.
Altres pel·lícules que van començar la preguerra a França també van incloure L'assassinat del duc de Guise, així com el moviment del film d'art el 1908. Aquestes pel·lícules representaven les realitats de la vida humana, especialment dins de la societat europea.
Aproximadament el 70% de les pel·lícules mundials es van importar dels estudis parisencs d'Éclair, Gaumont i Pathe abans de la guerra. No obstant això, quan va començar la Primera Guerra Mundial, la indústria del cinema francès va declinar perquè va perdre molts dels seus recursos. A més, la Primera Guerra Mundial va bloquejar l'exportació de pel·lícules franceses obligant-la a reduir les grans produccions per prestar atenció a la producció de pel·lícules amb poc pressupost.
No obstant això, en els anys posteriors a la guerra, les pel·lícules americanes van adquirir cada vegada més importància al mercat francès perquè la indústria cinematogràfica nord-americana no es va veure afectada tant per la guerra. Això va significar que un total del 70% de les pel·lícules de Hollywood es projectessin a França. Durant aquest període, la indústria del cinema francès es va enfrontar amb una crisi, ja que el nombre de les seves produccions va disminuir i van ser superades pels seus competidors, inclosos els Estats Units i Alemanya.

### Cinema francès després de la Segona Guerra Mundial
Després del final de la Segona Guerra Mundial, l'art cinematogràfic francès va començar la formació de la imatge moderna i va reconèixer els impactes de la guerra, després de l'establiment i el creixement de les indústries cinematogràfiques nord-americanes i alemanyes durant la postguerra i la Gran Depressió. Moltes pel·lícules alemanyes i americanes havien acaparat el mercat francès i mundial. A més a més, durant la Segona Guerra Mundial, la indústria cinematogràfica francesa es va centrar principalment en la producció de pel·lícules antinazis, especialment a finals dels anys quaranta quan la guerra acabava.
Després d'aquesta època, els directors de la indústria cinematogràfica francesa van començar a abordar les qüestions que afectaven l'humanisme, a més de centrar-se en la producció de pel·lícules entretingudes d'alta eminència. A més, la projecció de clàssics literaris francesos amb La cartoixa de Parma i El roig i el negre va assolir una gran fama a tot el món. A més, Nowell-Smith (2017) afirma que una de les obres que va guanyar popularitat durant aquest període va ser la pel·lícula dirigida per Resnais, Hiroshima Mon Amour. Això va fer que Cannes acollís el seu primer Festival Internacional de Cinema.

### Estils i convencions al cinema francès
La Nouvelle Vague francesa, acompanyada de les seves formes cinematogràfiques, va donar lloc a una nova mirada del cinema francès. El cinema tenia diàlegs improvisats, canvis d'escena ràpids i plans que superaven l'eix estàndard de 180 graus. A més a més, la càmera no s'utilitzava per captivar al públic amb una narrativa detallada, sinó que s'utilitzava per jugar amb les expectatives del cinema. Clàssicament, les convencions posaven de relleu un tens control sobre el procediment de realització de pel·lícules. La Nouvelle Vague ho va evitar intencionadament. Les pel·lícules normalment es rodaven en llocs públics amb diàlegs inventats i trames construïdes sobre la marxa.
De diverses maneres, semblava un cinema descuidat, però també captava un entusiasme i impulsivitat que cap pel·lícula popular podia esperar igualar. A més, els cineastes de la Nouvelle Vague francesa solien abandonar la utilització de remesclar el seu so. En lloc d'això, utilitzaven una banda sonora naturalista enregistrada durant el rodatge i inalterada, tot i que incloïa intrusions i errors. A més a més, donava a les pel·lícules una sensació de frescor i energia que no es trobava a les pel·lícules del passat. Utilitzaven càmeres de mà que podien emprar bé en espais reduïts, generant una familiaritat que les càmeres més costoses i més pesades no podien aconseguir. La majoria de les pel·lícules de la Nouvelle Vague utilitzaven fseqüències llargues i esteses, facilitades per aquest tipus de càmeres. Finalment, les pel·lícules franceses utilitzaven talls ràpids que expulsaven els espectadors del drama a la pantalla, a diferència de la producció tradicional de pel·lícules.

### Avantguarda
El cinema impressionista francès engloba un cúmul de pel·lícules i cineastes francesos dels anys vint. No obstant això, es creu que aquests cineastes són els responsables de la producció de pel·lícules que van definir el cinema. El moviment es va originar entre 1918 i 1930, un període que va veure un ràpid creixement i canvi del cinema francès i mundial. Una de les principals estimulacions darrere de les avantguardes impressionistes franceses va ser descobrir la impressió del "cinema pur" i projectar el cinema en forma d'art, i com a enfocament de simbolisme i demostració en lloc de simplement explicar una història.
Aquesta avantguarda va posar de manifest l'associació entre el realisme i la càmera. Això va ser el resultat de la "fotogènia", la concepció d'Epstien de descobrir la impressió de la realitat específicament a través de la càmera, emfatitzant el fet que retrata la personalitat del cinema. Les tècniques cinematogràfiques utilitzades per les avantguardes impressionistes franceses són la càmera lenta, el focus suau, les dissolucions i l'alteració de la imatge per desenvolupar l'expressió creativa.

### Directors destacats del cinema impressionista francès
- Louis Delluc
- Marcel L'Herbier
- Germaine Dulac
- Jean Epstein
- Jean Renoir
- Abel Gance

### Pel·lícules impressionistes franceses famoses
- Nana (1926) dirigida per Jean Renoir
- La Femme De Nulle Part (1922) dirigida per Louis Delluc
- La Souriante Madame Beudet (1922) dirigida per Germaine Dulac
- La Dixiéme Symphonie (1918) dirigida per Abel Gance
- J'Acuse (1919) dirigida per Abel Gance
- La Roue (1923) dirigida per Abel Gance
- Coeur Fidéle (1923) dirigida per Jean Epstien
- El Dorado (1921) dirigida per Marcel L'Herbier
- Napoléon (1927) dirigida per Abel Gance

## Neorealisme italià

### L'auge del moviment

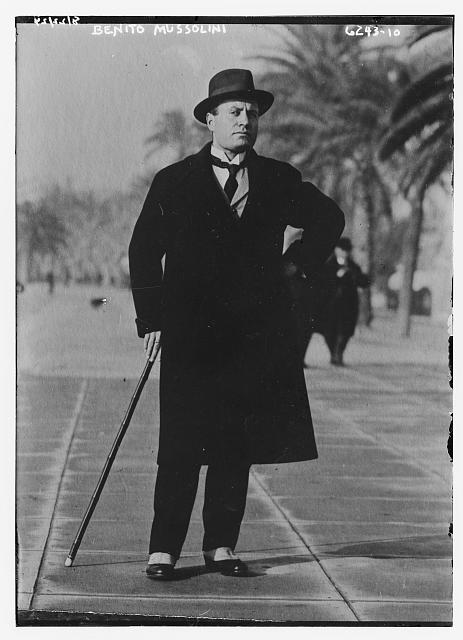
Benito Mussolini, Primer ministre italià durant els anys 1922–1943.

El naixement del neorealisme italià, també conegut com el Segle d'Or, va provenir de viure en una societat totalitària sota l'autoritat de Benito Mussolini, líder nacionalista, feixista i primer ministre d'Itàlia durant els anys 1922 - 1943.
Mussolini va establir Itàlia com un estat totalitari el 1925 després d'arribar al poder, però no va afectar la indústria del cinema fins al 1926 quan va assumir L'Unione Cinematografica Educativa, també coneguda com a Institut Nacional de la Unió de la Cinematografia i l'Educació.
El neorealisme representa una visió modificada de la realitat, i va donar als italians la possibilitat de sortir al carrer i retratar els efectes devastadors de la Segona Guerra Mundial a Itàlia. Les pel·lícules italianes del neorealisme eren considerades pel·lícules de baix pressupost i les rodaven a espais reals. A més a més, va destacar l'ús d'actors no professionals per exhibir la bellesa artística i el sentit del realisme en les pel·lícules.
Aquest moviment cinematogràfic en particular es va centrar en la classe obrera d'Itàlia, ja que també transmetia els seus problemes i la seva vida quotidiana per retratar la perspectiva de la vida ordinària a la Itàlia feixista anterior i posterior a la primera guerra mundial.
Afortunadament, el cinema italià va introduir el món al primer festival de cinema el 1932 a Venècia, que es coneixia com a "Primera exposició internacional d'art cinemàtic". Atès que l'efecte del feixisme en la indústria cinematogràfica va ser bastant lent, només durant el 1933 es va aplicar una norma que afirmava que s'havia de projectar 1 pel·lícula italiana per cada 3 pel·lícules estrangeres presentades.

### Preguerra i postguerra
Abans de la Primera Guerra Mundial, el cinema italià dominava principalment a nivell nacional com a resultat del suport excepcional de les exportacions i del mercat local. El cinema italià va començar essencialment amb la introducció d'imatges en moviment a finals de la dècada de 1890. De fet, la primera pel·lícula italiana va ser una pel·lícula produïda durant el 1896 que mostrava la visita de la reina i el rei a Florència.
El moviment avantguardista va començar el 1911 amb treballs experimentals i innovacions sobre el cinema, tot i que només es conserven algunes pel·lícules d'aquella època, inclosos Els darrers dies de Pompeia (1913) dirigida per Mario Caserini.
Durant el 1914, Itàlia va produir 1027 pel·lícules, mentre que l'any següent només es van crear 563 pel·lícules, gairebé la meitat de la quantitat de l'any anterior. El mateix any, la femme fatale italiana es va introduir a la indústria i va establir notables actrius i estrelles del cinema. Eleonora Duse va ser una famosa actriu italiana que va ser la primera italiana en aparèixer a la revista Time. Al llarg de la dècada de 1930, Cinecittà, un complex d'estudis de cinema, es va construir a Roma i va ser la llar dels directors estrella d'Itàlia.
Les seqüeles de la Segona Guerra Mundial també van presentar els cineastes, directors i guionistes més destacats i ben distingits. El neorealisme italià va ser el moviment dominant del cinema mundial després de la guerra, de fet era conegut no només pel seu esforç dedicat a resoldre i afrontar problemes socials, sinó que també proporcionava un abast optimista cap al futur i mantenia el xoc entre els individus i la societat.
Les pel·lícules del neorealisme italià giraven principalment al voltant de temes que representaven la vida sota un règim autoritari, la pobresa i la classe baixa, efectes de les conseqüències de la guerra sobre la societat italiana. Tot i que el cinema italià es considerava d'autor, en realitat era un èxit semblant al de les pel·lícules de Hollywood de taquilla, sobretot tenint en compte el pressupost limitatl i la qualitat documental de les pel·lícules. El neorealisme italià va introduir una onada de pel·lícules que giraven al voltant de conflictes polítics i socials, però van ser prudents en transmetre doctrines o signes contra l'autoritat. En canvi, les pel·lícules estaven fortament influenciades per la literatura, la història, l'art i la fotografia, per així ampliar la perspectiva del públic i ampliar l'horitzó dels aficionats al cinema.

### Estils i convencions
Els estils cinematogràfics de propaganda estaven constituïts per diversos factors amb motius polítics. Alguns dels estils destacats van incloure pel·lícules patriòtiques / militars, pel·lícules antisoviètiques i la missió de la civilització d'Itàlia a l'Àfrica pel manteniment de la pau, entre d'altres. En canvi, les pel·lícules habituals de gènere exhibien melodrames, comèdies i drames històrics. El terme neorealisme es defineix com a nou realisme. El significat derivat de la paraula és força sofisticat, ja que fa que el públic es qüestioni fins a quin punt és una pel·lícula nova o vella, a més de restringir els seus paràmetres en relació amb la societat, la cultura i els períodes. Així, el neorealisme italià va dissenyar les seves pròpies característiques que es basen en el realisme social, el contingut històric i la devoció política. Les pel·lícules van provocar una onada d'emocions entre l'actor i el públic com a resultat de la relació amb el marxisme, concepte que complia el realisme de la pel·lícula.
Per entendre millor el neorealisme italià, hauríem de veure'l a través de la perspectiva de la lluita social de classes. És fonamental distingir la minoria de la classe treballadora baixa contra la població rica de classe alta i potser comparar i contrastar les seves circumstàncies per comprendre realment el realisme social a Itàlia. Després de fer una anàlisi general i analitzar els anys 1945 - 1953, es va assenyalar curiosament que només l'11% de les 822 pel·lícules produïdes durant aquest període eren considerades pel·lícules neorealistes.
Malgrat el gran impacte de la Segona Guerra Mundial a Itàlia, les pel·lícules italianes del neorealisme van rebutjar els gèneres tradicionals del cinema i van adoptar adaptacions de textos literari com Cronache Di Poveri Amanti (1954) dirigida per Carlo Lizzani i Senso (1954) dirigida per Luchino Visconti. Les pel·lícules realitzades durant el període del neorealisme italià van representar una barreja de rutina per emfatitzar els elements realistes que es veuen en nombroses pel·lícules, com ara El lladre de bicicletes (1948), dirigida per Vittorio De Sica. La pel·lícula era una representació viva i precisa del sistema econòmic social (Bondanella, 2009, 86).

### Directors destacats del cinema neorealista italià
- Vittorio De Sica
- Federico Fellini
- Roberto Rossellini
- Luchino Visconti

### Pel·lícules famoses del neorealisme italià
- La Strada (1954) dirigida per Federico Fellini
- Roma, Ciutat Oberta (1945) dirigida per Roberto Rossellini
- Paisà(1946) dirigida per Roberto Rossellini
- Alemanya, any zero (1947) dirigida per Roberto Rossellini
- El lladre de bicicletes (1948) dirigida per Vittorio De Sica
- La Terra Tremola (1948) dirigida per Luchino Visconti
- II Posto (1961) dirigida per Ermanno Olmi

## Festivals de cinema
"Els tres grans festivals"
- Berlín
- Cannes
- Venècia

Altres
- Sitges
- Fantasporto
- Londres
- Rotterdam
- San Sebastian
- Zuric

## Premis de cinema
- Premis del Cinema europeu
- BAFTA
- Goya
- César
- Deutscher Filmpreis
- David di Donatello
- Orły
- IFTA

## Directors
Francesos
- Jean Renoir
- Germans Lumière
- François Truffaut
- Jean-Luc Godard
- Louis Malle
- Jacques Tati
- Eric Rohmer
- Georges Méliès
- Marcel Carné
- Jean Vigo
- Claude Chabrol
- Robert Bresson
- Jacques Rivette
- Roger Vadim
- Jacques Demy
- Alain Resnais
- Luc Besson
- Agnès Varda
- Bertrand Tavernier

Britànics
- Gareth Edwards
- Alfred Hitchcock
- Charlie Chaplin
- Ridley Scott
- Christopher Nolan
- Richard Attenborough
- Alan Parker
- Tony Scott
- Adrian Lyne
- Paul Greengrass
- David Lean
- John Schlesinger
- Michael Powell
- Peter Greenaway
- Sam Mendes
- Carol Reed
- Ken Loach

Italians
- Federico Fellini
- Germans Taviani
- Ettore Scola
- Sergio Leone
- Bernardo Bertolucci
- Vittorio De Sica
- Roberto Rossellini
- Franco Zeffirelli
- Luschino Visconti
- Gillo Pontecorvo
- Dino Laurentiis
- Giuseppe Tornatore
- Tonino Guerra
- Giuseppe Santis
- Michelangelo Antonioni

Alemanys
- Werner Herzog
- Wim Wenders
- Volker Schlöndorff
- Fritz Lang
- F. W. Murnau
- Max Ophüls

Russos
- Dziga Vertov
- Sergei Eisenstein
- Sergei Bondarchuk
- Mikhail Kalatozov
- Lev Kuleixov
- Vsevolod Pudovkin
- Andrei Tarkovsky
- Alexander Sokurov
- Andrey Zvyagintsev

Suecs
- Ingmar Bergman
- Victor Sjöström
- Lasse Hallström
- Sven Nykvist
- Jan Troell
- Mai Zetterling

Polonesos
- Roman Polanski
- Andrzej Wajda
- Krzysztof Kieslowski
- Agnieszka Holland
- Andrzej Żuławski
- Krzysztof Zanussi
- Paweł Pawlikowski

Espanyols
- Luis Buñuel
- Pedro Almodóvar
- Luís García Berlanga
- Álex de la Iglesia
- Juan Antonio Bayona

Holandesos
- Jan de Bont
- Anton Corbijn
- Paul Verhoeven

Austríacs
- Michael Haneke
- Kenneth Branagh

Danesos
- Carl Dreyer
- Bille August
- Lars Von Trier

Altres
- Danis Tanović (Bosnià)
- Theo Angelopoulos (Grec)
- István Szabó (Hongarès)
- Hrafn Gunnlaugsson (Islandès)
- Emir Kusturica (Serbi)
- Manoel Oliveira (Portuguès)
- Milos Forman (Txec)
- Jiri Menzel (Txec)
- Otto Preminger (Austria-hongarès)

## Actors
- Charlie Chaplin
- Greta Garbo
- Ingrid Bergman
- Jeanne Moreau
- Brigitte Bardot
- Jean Gabin
- Erland Josephson
- Yul Brynner
- Max von Sydow
- Liv Ullmann
- Tatiana Samoilova
- Stellan Skarsgård
- Pernilla August
- Lena Olin
- Peter Stormare
- Alexander Kaidanovsky
- Anna Q. Nilsson
- Ghita Nørby
- Bibi Andersson
- Harriet Andersson
- Gérard Depardieu
- Laurence Olivier
- Ingrid Thulin
- Peter O'Toole
- Minnie Driver
- Juliette Binoche
- Michael Redgrave
- Vanessa Redgrave
- Nastassja Kinski
- Claudia Cardinale
- Sophia Loren
- Marcello Mastroianni
- Giulietta Masina
- Catherine Deneuve
- Catherine Zeta-Jones
- Anthony Hopkins
- Daniel Day-Lewis
- Vivien Leigh
- Audrey Hepburn
- Charlotte Gainsbourg
- Gina Lollobrigida
- Bruno Ganz
- Fanny Ardant
- Charlotte Rampling
- Isabelle Huppert
- Aleksey Batalov
- Louis Jouvet
- Isabelle Adjani
- Daniel Auteuil
- Rutger Hauer
- Emmanuelle Béart
- Vittorio Gassman
- Michael Caine
- Omar Sy
- Julie Christie
- Michel Piccoli
- Erich von Stroheim
- Alec Guinness
- Melina Mercouri
- Irene Papas
- Maurice Chevalier
- Silvana Mangano
- Kristin Scott Thomas
- Kate Winslet
- Derek Jacobi
- Dirk Bogarde
- Milena Dravić
- Carmen Maura
- Penélope Cruz
- Concha Velasco
- Sara Montiel
- Rossy de Palma
- Javier Bardem
- José Coronado
- Antonio Banderas
- Luis Tosar
- Alfredo Landa
- Antonio de la Torre